# Chiswick Town Hall
 (septembre 2018).

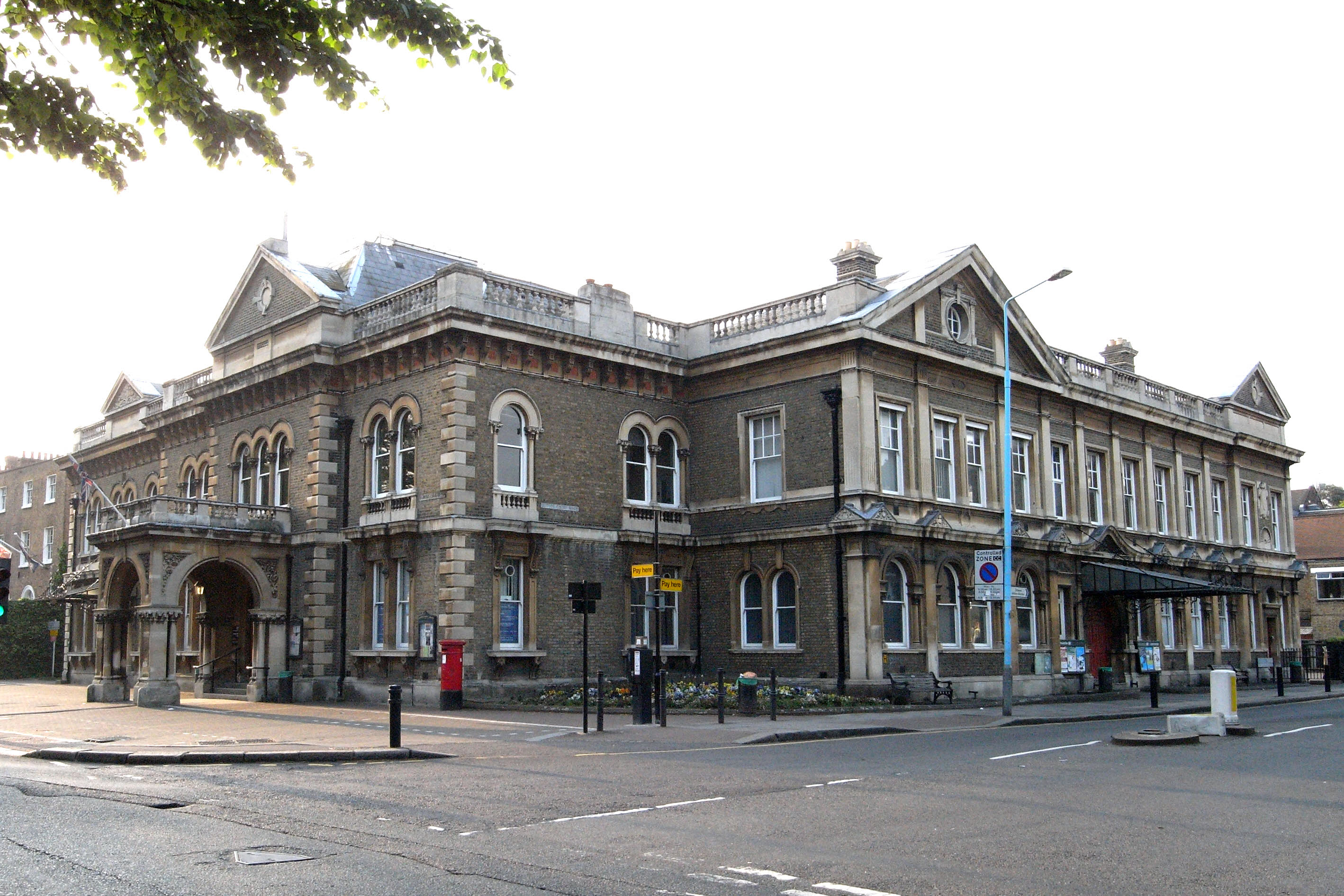
Hôtel de ville de Chiswick

L'Hôtel de ville de Chiswick se dresse sur Heathfield Terrasse, à Chiswick, à Londres. C'est un bâtiment classé Grade II.

## Histoire
Les terres de l'actuelle mairie ont été achetées en 1874 pour la paroisse et la Sacristie a été construite pour cet usage. En 1896, la propriété a été transférée au nouveau Chiswick Urban District Council. La propriété a alors été agrandie, et le nouvel hôtel de Ville a été inauguré en février 1901.

## Usage
Avec les changements au niveau du gouvernement local, Chiswick fait maintenant partie de l'Arrondissement Londonien de Hounslow, et la mairie n'est plus le centre du gouvernement local. Cependant, quelques services du conseil s'y trouvent encore.
La mairie est utilisée par divers groupes locaux de façon régulière, et à l'occasion d'événements tels que des concerts et des salons d'antiquités. Le bâtiment et son intérieur sont également utilisés de temps à autre par des équipes de télévision.